# Tomasz Wełnicki (piłkarz)
Tomasz Wełnicki (ur. 18 marca 1990 w Olsztynie) – polski piłkarz występujący na pozycji obrońcy.
13 lutego 2019 podpisał kontrakt z polskim klubem Siarka Tarnobrzeg.